# Gösta Nyström (uppfinnare)
Karl Gösta Nyström, född 12 juni 1906 i Ånäset, Nysätra församling, Västerbottens län, död 9 juni 1988 på Teg, Umeå, var en svensk företagare och uppfinnare. Han skapade stålkarossen, bildade Volvo Lastvagnar i Umeå, och hade mer än 100 patent.
Gösta Nyströms far Karl Albin Nyström var sågverksarbetare i Nysätra socken, och modern hette Anna Berglund. Han var äldste av tre söner; mellanbrodern Yngve var två år yngre, och Tage sex år yngre. Gösta Nyström flyttade till Umeå och öppnade ett möbelsnickeri i Böleäng 1929. Nyström ville egentligen förlägga företaget på Västerslätt, men fick avslag av kommunen. Hans verksamhet inriktade sig snart på bilkarosser, som under denna tid byggdes i trä. På 1940-talet lanserade han världens första självbärande kaross helt i stål. Nyström var inte bara intresserad av designen, utan utförde också säkerhetstester, till exempel krocktester vilka ligger till grund för Volvos nuvarande säkerhetsnormer. Volvo, som under samma tid försökte utveckla säljbara lastbilar, inledde ett samarbete med Nyström, vilket även innefattade att Nyström uppfann nya modeller för Volvos lastbilar, till exempel Volvo Titan som utformades anpassad för långa godstransporter.
Företaget bytte namn flera gånger. Nyströms karosseri, som företaget hette från 1930-talet, bytte sedan namn till Gösta Nyström Umeå AB. 1956 grundade Nyström också AB Nordpatent som tillverkade stolar till fordon och kontor. År 1990 uppgick Nordpatent i Be-Ge Företagen AB. Nyströms hytt- och karossföretag köptes upp av Volvo den 1 september 1964, och är idag känt som Volvo Lastvagnar, vilket är Umeås största privata arbetsgivare.
År 1946 valdes Nyström in i styrelsen för riksbankens Umeåkontor, och 1964 i Sundsvallskontoret. Han var medlem av Frimurareorden, och var riddare av Vasaorden. Han är begravd på Backens kyrkogård i Umeå.
Gösta Nyström var släkt med ishockeyspelaren Bob Nystrom.[källa behövs]